# Gücüksu
Gücüksu (früher Behliöyl) ist ein Dorf im Landkreis Göksun der türkischen Provinz Kahramanmaraş. Gücüksu liegt etwa 105 km nördlich der Provinzhauptstadt Kahramanmaraş und 15 km östlich von Göksun. Gücüksu hatte laut der letzten Volkszählung 249 Einwohner (Stand Ende Dezember 2010). Die Bevölkerung besteht hauptsächlich aus Tschetschenen.